# Kinematografia polska

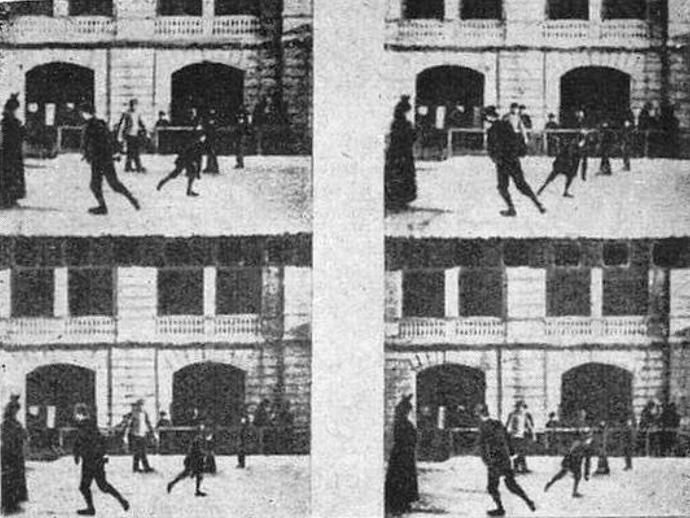
Cztery zachowane kadry pierwszego polskiego filmu Ślizgawka w Łazienkach nakręconego pleografem przez Kazimierza Prószyńskiego w Warszawie w latach 1894–1896

Kinematografia polska – ogół produkcji i dystrybucji filmowej na terenie Polski, przez którą rozumiane są: w latach 1894–1918 – ziemie polskie znajdujące się pod zaborami: Królestwo Polskie, Prusy Zachodnie, Wielkie Księstwo Poznańskie, Ziemie zabrane oraz Królestwo Galicji i Lodomerii; w latach 1918–1939 – terytorium II Rzeczypospolitej; w latach 1939–1945 – tereny Polskiego Państwa Podziemnego (a także kinematografia powstała na zlecenie polskiego rządu na uchodźstwie); od roku 1945 – terytorium Polskiej Rzeczypospolitej Ludowej oraz III Rzeczypospolitej.
Historia kinematografii w Polsce sięga roku 1894, kiedy Kazimierz Prószyński stworzył pleograf. W Polsce ostatecznie upowszechnił się jednak kinematograf wynaleziony przez braci Lumière. Za pierwszy zachowany polski film fabularny uznaje się obraz Pruska kultura z 1908 roku. Właściwa rozbudowa polskiego przemysłu filmowego dokonała się po odzyskaniu przez państwo polskie niepodległości i zjednoczeniu ziem trzech zaborów. W kinematografii w Polsce lat 20. i 30. XX wieku twórcy filmów podejmowali głównie tematyki patriotyczną i miłosną.
II wojna światowa przerwała rozwój kinematografii w Polsce. Po wojnie przemysł filmowy został odbudowany, ale produkcji filmowej wespół z centralizacją narzucone zostały sztywne reguły socrealizmu. Przełomami w powojennym kinie polskim były: stworzenie struktury zespołów filmowych oraz pojawienie się nowej formacji filmowej, tak zwanej polskiej szkoły filmowej, która dokonała artystycznego rozrachunku z bolesnymi problemami z czasów II wojny światowej. Po odejściu od szkoły polskiej w kinie lat 60. i 70. XX wieku znaczną oglądalnością cieszyły się nakręcone wówczas filmowe adaptacje szeregu dzieł literackich. Rodzący się sprzeciw wobec ograniczeń artystycznych narzuconych przez PZPR doprowadził do powstania odrębnego nurtu artystycznego, który został nazwany kinem moralnego niepokoju. Ostateczny kres jego istnienia przyniosło wprowadzenie stanu wojennego, po czym mainstream polskiej kinematografii zwrócił się w kierunku kina komercyjnego. Po upadku systemu komunistycznego w Polsce i po transformacji ustrojowej nastąpił krótki okres załamania przemysłu filmowego, po czym polska kinematografia stopniowo dostosowała się do wymogów gospodarki rynkowej. Zespoły filmowe zostały zastąpione przez studia filmowe, a polskie kina szeroko otworzyły się na rynek zachodni.

## Historia twórczości filmowej

### Początki filmu polskiego

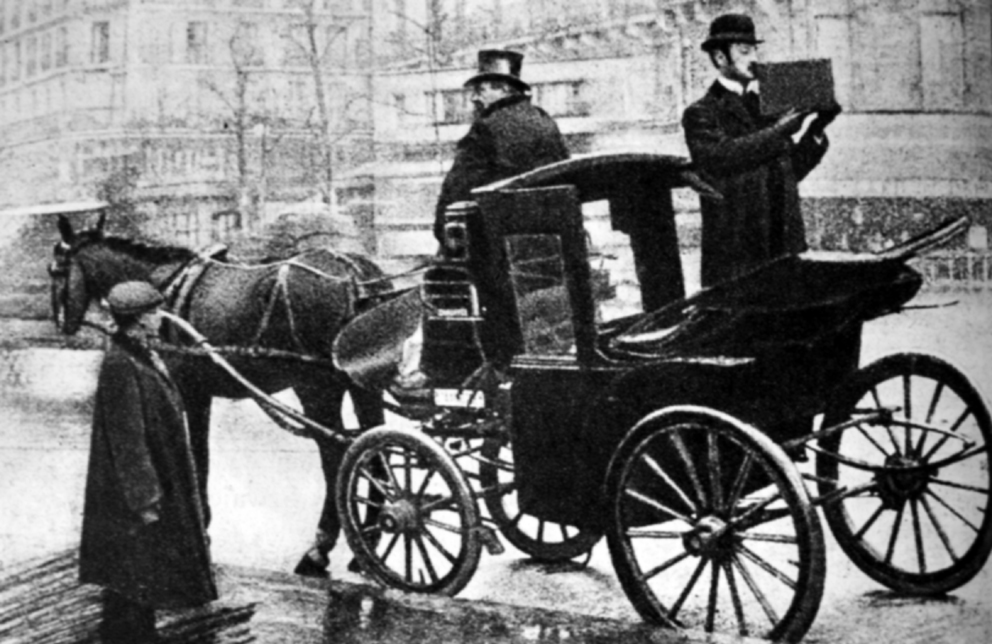
Kazimierz Prószyński filmujący wynalezionym przez siebie aeroskopem ulice Paryża w 1909 roku

Pionierami polskiej kinematografii byli działający od 1893 roku wynalazcy: Kazimierz Prószyński, Piotr Lebiedziński oraz Bolesław Matuszewski . Prószyński wynalazł w 1894 roku pleograf – aparat łączący w sobie funkcje kamery i projektora. Lebiedziński skonstruował z kolei w 1895 roku kinematograf Lebiedzińskiego, na którym zarejestrował dwa filmy krótkometrażowe. Inną oryginalną postacią wśród wynalazców polskich był Jan Szczepanik, który w 1899 roku opracował metodę produkcji filmu barwnego oraz wynalazł własny kinematograf.
Bolesław Matuszewski wraz z bratem Zygmuntem założył w 1895 roku w Warszawie pierwszą polską wytwórnię filmową o nazwie Paryska Fotografia Lux Sigismond et Comp, w której zatrudnił kilku operatorów. W latach 1896–1898 zrealizowała ona między innymi przy użyciu kinematografu kilkanaście krótkich filmów dokumentalnych z życia codziennego Warszawy oraz sceny z rodziną carską oraz z dworów niemieckiego i austriackiego.
18 lipca 1896 roku odbył się pierwszy pokaz filmowy, jednakże niezależnie od pionierów, bo przy użyciu kinetografu spółki Edisona. Natomiast pierwsza projekcja kinowa miała miejsce 14 listopada 1896 roku i została przeprowadzona przez ekipę operatorską należącą do Louisa Lumière’a. Pierwsze kino na ziemiach polskich – Gabinet Iluzji – zostało założone w Łodzi w 1899 roku przez braci Antoniego i Władysława Krzemińskich, reaktywowane w 2016 roku pod nazwą Stare Kino Cinema Residence.
Kolejna polska wytwórnia filmowa, Towarzystwo Udziałowe Pleograf, została założona w Warszawie przez Prószyńskiego. Towarzystwo to z siedzibą na ulicy Nowogrodzkiej 39 w latach 1901–1903 zajmowało się promocją aparatów wymyślonych przez wynalazcę oraz filmów zrealizowanych przy ich użyciu. Pleograf organizował w Warszawie pokazy filmowe oraz prezentacje urządzeń Prószyńskiego. Pierwsze pokazy filmów odbyły się pomiędzy 31 marca a 2 kwietnia 1902 roku w Teatrze Letnim w Ogrodzie Saskim. Widzowie zobaczyli tam program złożony z filmów dokumentujących życie codzienne w Warszawie, które wykonane zostały przez wynalazcę. Prószyński był również autorem pierwszych filmów z udziałem polskich aktorów, tworząc podwaliny polskiej kinematografii. Już w 1902 roku stworzył dwa krótkie filmy fabularne: Powrót birbanta oraz Przygodę dorożkarza, w których wzięli udział dwaj polscy aktorzy teatralni Kazimierz Junosza-Stępowski oraz Władysław Neubelt .
Realizacja filmów przez pionierów polskiej kinematografii straciła impet właśnie w 1902 roku. Po kilkuletniej przerwie produkcja filmowa ożyła na nowo w 1907 roku. Wyświetlano wówczas w kinach przeważnie aktualności, opracowane przez warszawski Vitagraf. Pierwszym zachowanym polskim filmem fabularnym była Pruska kultura z 1908 roku w reżyserii Mojżesza Towbina, której wymowa wymierzona była w politykę Prus wobec Wielkopolski. Natomiast pierwszy film polski pokazany w kinie to komedia Antoś po raz pierwszy w Warszawie (1908) Georges’a Meyera z Antonim Fertnerem w roli głównej.
W 1909 roku Aleksander Hertz założył wytwórnię filmową Sfinks, która stała się jedną z najprężniejszych na ziemiach polskich, a później – w niepodległej Polsce. Rozpoczęła swoją działalność od filmowania aktualności, później próbowała adaptacji prozy rodzimej Meir Ezofowicz (1911), wyreżyserowanej przez Józefa Ostoję-Sulnickiego. Sfinks szybko jednak zmienił profil produkcji, skłaniając się w stronę kina popularnego, głównie melodramatów. Przykładem z tego okresu jest film pod tytułem Niewolnica zmysłów (1914) Jana Pawłowskiego, którego gwiazdą stała się aktorka Pola Negri, popularna później za granicą. Sfinks, w obliczu sukcesów wojsk niemieckich podczas I wojny światowej, zyskał większą swobodę twórczą dzięki ustaniu ingerencji ze strony rosyjskiej cenzury. Opracowana została wówczas nowa formuła gatunkowa – melodramat o wymowie patriotycznej, zainicjowana przez filmy Ochrana warszawska i jej tajemnice (1916, autor nieznany), a potem przez Carat i jego sługi.

### II Rzeczpospolita
Po odzyskaniu przez Polskę niepodległości udało się scalić trzy różne rynki filmowe należące do zaborców, a rozwój przemysłu filmowego nabrał rozpędu. Mimo to polska kinematografia nie zdołała wówczas stworzyć żadnych arcydzieł, gdyż ówczesne filmy były utrzymane w tonacji patriotycznego melodramatu. Kultura narodowa zaś była przesycona dziedzictwem polskiego romantyzmu. Irzykowski wytykał polskim dziełom kina niemego „protokolarność” i „trywializm”. W latach 1919–1922, w związku z konfliktami zbrojnymi Polski, dominowała produkcja filmów propagandowych. Po utrwaleniu niepodległości Polski kino patriotyczne przeplatało się z kolei z melodramatami i komediami. W okresie kina niemego sukcesy komercyjne odnosiły na przykład: powstały w rocznicę bitwy warszawskiej Cud nad Wisłą (1921) Ryszarda Bolesławskiego, melodramaty Iwonka (1925) Emila Chaberskiego i Trędowata (1926) Edwarda Puchalskiego, filmy Mogiła nieznanego żołnierza (1927) i Pan Tadeusz (1928) Ryszarda Ordyńskiego oraz ekspresjonistyczny Mocny człowiek (1929) Henryka Szary. Jeden z bardziej widowiskowych polskich filmów wojennych – wykorzystująca zdjęcia lotnicze Gwiaździsta eskadra (1929) Leonarda Buczkowskiego o wojnie polsko-bolszewickiej – uchodzi za zaginiony.

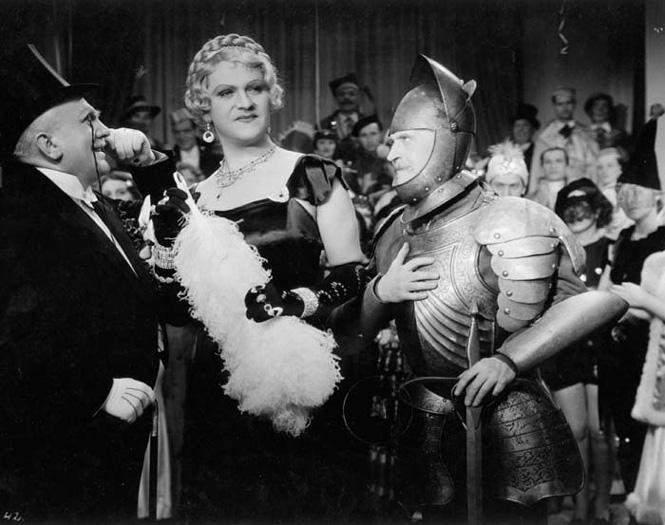
Eugeniusz Bodo (w środku) parodiujący aktorkę Mae West w filmie Piętro wyżej (1937) Leona Trystana. Bodo był jedną z najbardziej uznanych gwiazd kina polskiego przed II wojną światową

Lata 30. XX wieku zdominował nowy wynalazek w postaci kina dźwiękowego. Pierwszym polskim filmem dźwiękowym z nagranymi dialogami była Moralność pani Dulskiej (1930) Bolesława Newolina, jakkolwiek jej udźwiękowienie utrwalone na płytach gramofonowych nie zachowało się do dzisiejszych czasów. Natomiast komedia Każdemu wolno kochać (1933) Mieczysława Krawicza i Janusza Warneckiego była już bezpośrednio udźwiękowiona. Również na początku lat 30. XX wieku dominowały tendencyjne ekranizacje literatury. Spośród ich twórców najbardziej pod względem artystycznym wyróżniał się Józef Lejtes, autor dzieła historycznego Młody las (1934), które jako pierwszy film polski otrzymało nagrodę na festiwalu międzynarodowym (w Moskwie). Lejtes zasłynął również Dziewczętami z Nowolipek (1937) oraz Granicą (1938), melodramatami o ambicjach społecznych. Oprócz Lejtesa działalność reżyserską podejmowali między innymi Juliusz Gardan (komedia farsowa Czy Lucyna to dziewczyna?, 1934), Leonard Buczkowski (Wierna rzeka, 1936) oraz Michał Waszyński (Znachor, 1937). Osobliwym zjawiskiem była produkcja filmów w języku jidysz. Za najwybitniejszy z nich uznawany jest Dybuk (1937) Waszyńskiego, aczkolwiek powodzeniem cieszyły się również filmy Józefa Greena (Judeł gra na skrzypcach, 1936).
Na schyłek dwudziestolecia międzywojennego przypada także pojawienie się filmu barwnego. Autorstwo pierwszych filmów polskich zrealizowanych w kolorze – Piękna Księstwa Łowickiego (1937) i Wesela księżackiego w Złakowie Borowym (1938) przypisuje się inżynierowi Tadeuszowi Jankowskiemu. Oba filmy oświatowe nagradzano między innymi na festiwalach filmowych w Paryżu i Budapeszcie. Kolejny film w kolorze, pokazany na wystawie światowej w Nowym Jorku reportaż Malownicza Polska (1938–1939), posłużył jako materiał wyjściowy dla dokumentu z okresu II wojny światowej, The Land of My Mother (Kraj mojej matki, 1943) Romualda Gantkowskiego z narracją Ève Curie.
W czasach II Rzeczypospolitej do rzadkości należały awangardowe, eksperymentalne filmy artystyczne. Ich tworzeniem zajmowali się małżeństwo Stefan i Franciszka Themersonowie oraz lewicowi reżyserzy należący do Stowarzyszenia Miłośników Filmu Artystycznego „Start” (Wanda Jakubowska, Aleksander Ford, Eugeniusz Cękalski i inni). Dorobek awangardzistów w większości nie zachował się do czasów współczesnych. Z dorobku Themersonów ocalała przede wszystkim Przygoda człowieka poczciwego (1937) . Cenione pod względem artystycznym filmy Legion ulicy (1932) Forda oraz Nad Niemnem (1938) Jakubowskiej zostały bezpowrotnie utracone. W obiegu innych, ocalałych filmów przeszkadzała natomiast cenzura obyczajowa (Strachy, 1938, Cękalskiego i Karola Szołowskiego) oraz polityczna (zakaz rozpowszechniania Drogi młodych, 1936, Forda) .

### II wojna światowa

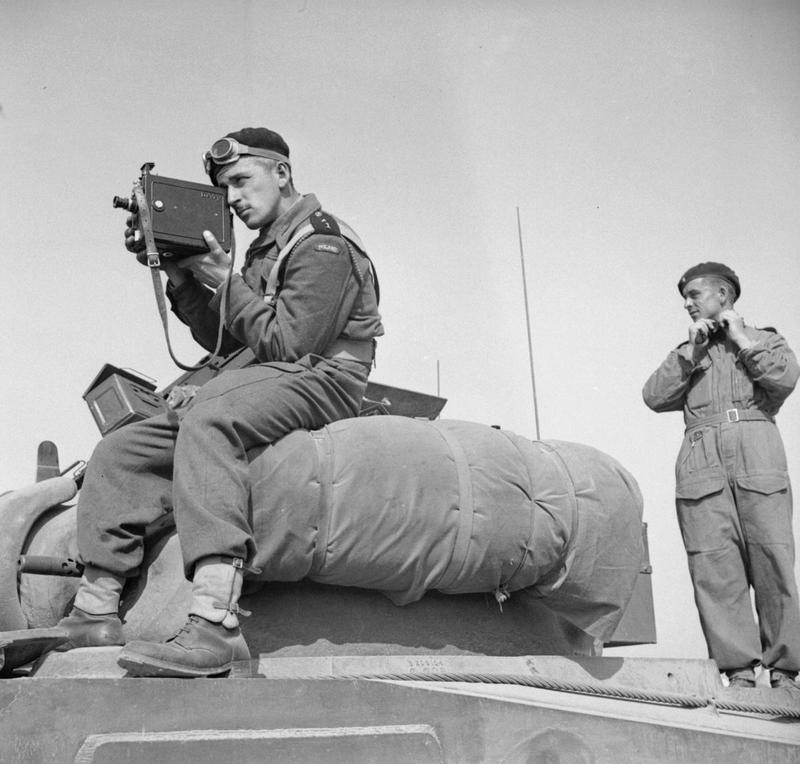
Jerzy Januszajtis filmujący z czołgu Sherman na południe od Caen operację Overlord w 1944

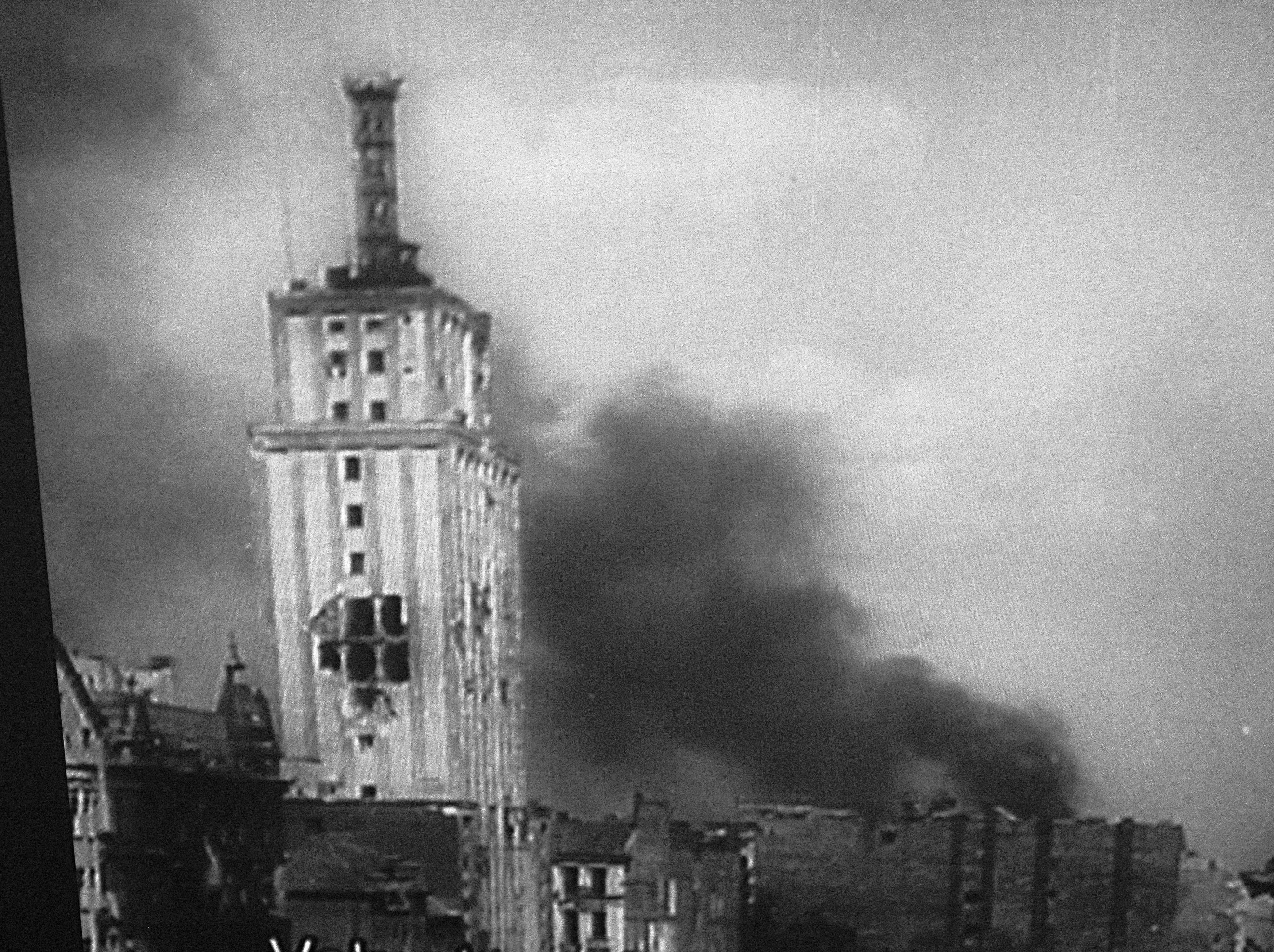
Kadr z kroniki filmowej ukazującej ruiny Prudentialu podczas powstania warszawskiego

Po wybuchu II wojny światowej polski przemysł filmowy uległ likwidacji. Infrastruktura oraz sprzęt zostały zrabowane przez niemieckich i sowieckich okupantów, a twórcy ponosili śmierć, ukrywali się lub emigrowali. We wrześniu 1939 roku filmowano działania wojenne podczas kampanii wrześniowej w Warszawie w ramach tak zwanej „ekipy Starzyńskiego”. Samodzielna polska działalność kulturalna została zakazana na terenach okupowanych przez III Rzeszę, w których kina zostały poddane administracji niemieckiej. Repertuar obejmował propagandowe kroniki wojenne Deutsche Wochenschau oraz kilkadziesiąt przedwojennych bądź ukończonych w trakcie okupacji filmów polskich. Jednym z nielicznych przykładów kolaboracji była współpraca części polskich aktorów przy niemieckim, hitlerowskim filmie Heimkehr (Powrót do ojczyzny, 1941) Gustava Ucicky’ego. Organizator akcji, Igo Sym, został zastrzelony przez polskie podziemie. W czasie okupacji kraju filmy kręcił głównie polski ruch oporu. W 1942 roku Komenda Główna Armii Krajowej powołała w Biurze Informacji i Propagandy grupę filmową kierowaną przez Antoniego Bohdziewicza, która była odpowiedzialna między innymi za filmy z powstania warszawskiego.
Polacy, którzy wyemigrowali z kraju i przystali do instytucji współpracujących z rządem RP na uchodźstwie, filmowali działania zachodnich wojsk alianckich oraz Polskich Sił Zbrojnych na Zachodzie (główni twórcy: reżyser Michał Waszyński, scenarzysta Konrad Tom, operatorzy Stanisław Lipiński i Seweryn Steinwurzel). Ekipa Waszyńskiego miała największy dorobek spośród polskich wojskowych czołówek filmowych na Zachodzie, tworząc takie filmy jak dokumentalne Monte Cassino (1944) o słynnej bitwie z udziałem Polaków oraz pełnometrażowy film fabularny Wielka droga (1946). W Wielkiej Brytanii z kolei działało londyńskie Biuro Filmowe kierowane przez Eugeniusza Cękalskiego, tworzące takie dzieła, jak esej filmowy To jest Polska (1940), eksperymentalny film antynazistowski Wzywamy pana Smitha (1943) Stefana i Franciszki Themersonów oraz – po lądowaniu w Normandii – Droga do Wilhelmshaven (1944) Mieczysława Leszczyca-Petreyki.
Profesjonalną ekipę dokumentalistów filmujących działania wojenne na froncie zorganizował Jerzy Januszajtis. Ekipa ta towarzyszyła 1 Dywizji Pancernej pod dowództwem generała Stanisława Maczka. Część wykonanych wówczas zdjęć wykorzystano w powojennych polskich produkcjach filmowych na zachodzie, na przykład w dokumentującym szlak bojowy polskich pancerniaków filmie Pierwsza Dywizja Pancerna w walce (1947) .
Część polskich filmowców, która nie zdołała wstąpić do Armii Andersa, znalazła się w składzie Oddziału Foto-Filmowego przy 1 Dywizji Piechoty im. Tadeusza Kościuszki, późniejszej Czołówki Filmowej Wojska Polskiego, realizującej kroniki i filmy dokumentalne. Wśród nich znalazły się między innymi Przysięgamy ziemi polskiej (1943) Aleksandra Forda, pierwszy w dziejach dokument poświęcony hitlerowskim obozom koncentracyjnym Majdanek – cmentarzysko Europy (1944, również Forda) oraz Bitwa o Kołobrzeg (1945, reż. Jerzy Bossak).

### Polska Rzeczpospolita Ludowa

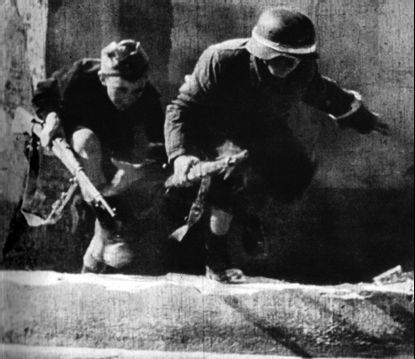
Kadr z filmu Zakazane piosenki (1946)

#### Lata 1945–1955
Wojna i okupacja doprowadziły do zniszczenia polskiej kinematografii. Władze komunistyczne, które objęły władzę w Polsce po wojnie, rozpoczęły szybką odbudowę przemysłu filmowego, licząc na wykorzystanie kina do propagandy politycznej w polskim społeczeństwie. 13 listopada 1945 na mocy dekretu rządowego utworzono państwowe przedsiębiorstwo „Film Polski”, podlegające bezpośrednio Ministerstwu Kultury i Sztuki. Miało ono wyłączność na produkcję filmów w kraju oraz dystrybucję filmów zagranicznych. W tym samym roku zostało utworzone pierwsze atelier filmowe w historii kinematografii polskiej . Natomiast trzy lata później powstała Państwowa Wyższa Szkoła Filmowa w Łodzi, pierwsza instytucja publiczna prowadząca edukację w zakresie sztuki filmowej.
Dzieje polskiego filmu powojennego rozpoczęły Polska Kronika Filmowa oraz propagandowe filmy dokumentalne. Na początku okresu 1945–1955 podjęto próbę rozliczenia z okresem okupacji hitlerowskiej z czasów wojny. W 1947 Leonard Buczkowski zrealizował pierwszy powojenny film fabularny Zakazane piosenki (1947). Buczkowski stworzył też pierwszą powojenną komedię polską pod tytułem Skarb (1948). Cenniejsze artystyczne okazały się jednak dwa filmy o zbrodniach hitlerowskich: Ostatni etap (1948) Wandy Jakubowskiej o gehennie obozu koncentracyjnego w Auschwitz oraz Ulica Graniczna (1949) Forda o warszawskim getcie. W 1946 roku rozpoczęło również działalność pierwsze polskie pismo filmowe pod nazwą „Film”.
Wraz z umacnianiem się systemu komunistycznego w Polsce rosła centralizacja produkcji filmowej. Kino miało spełniać wyłącznie cele ideologiczno-propagandowe. Utworzenie w 1952 roku Centralnego Urzędu Kinematografii spowodowało załamanie produkcji filmowej. Nowym propagandowym filmom fabularnym narzucono estetykę realizmu socjalistycznego, zamykając ją na wpływy zachodnich twórców. Tylko nieliczne filmy, między innymi Piątka z ulicy Barskiej (1954) Forda, Celuloza (1953) i Pod gwiazdą frygijską (1954) Jerzego Kawalerowicza oraz Pokolenie (1955) Andrzeja Wajdy, zdołały przełamać schematyzm rodzimego socrealizmu.

#### Polska szkoła filmowa

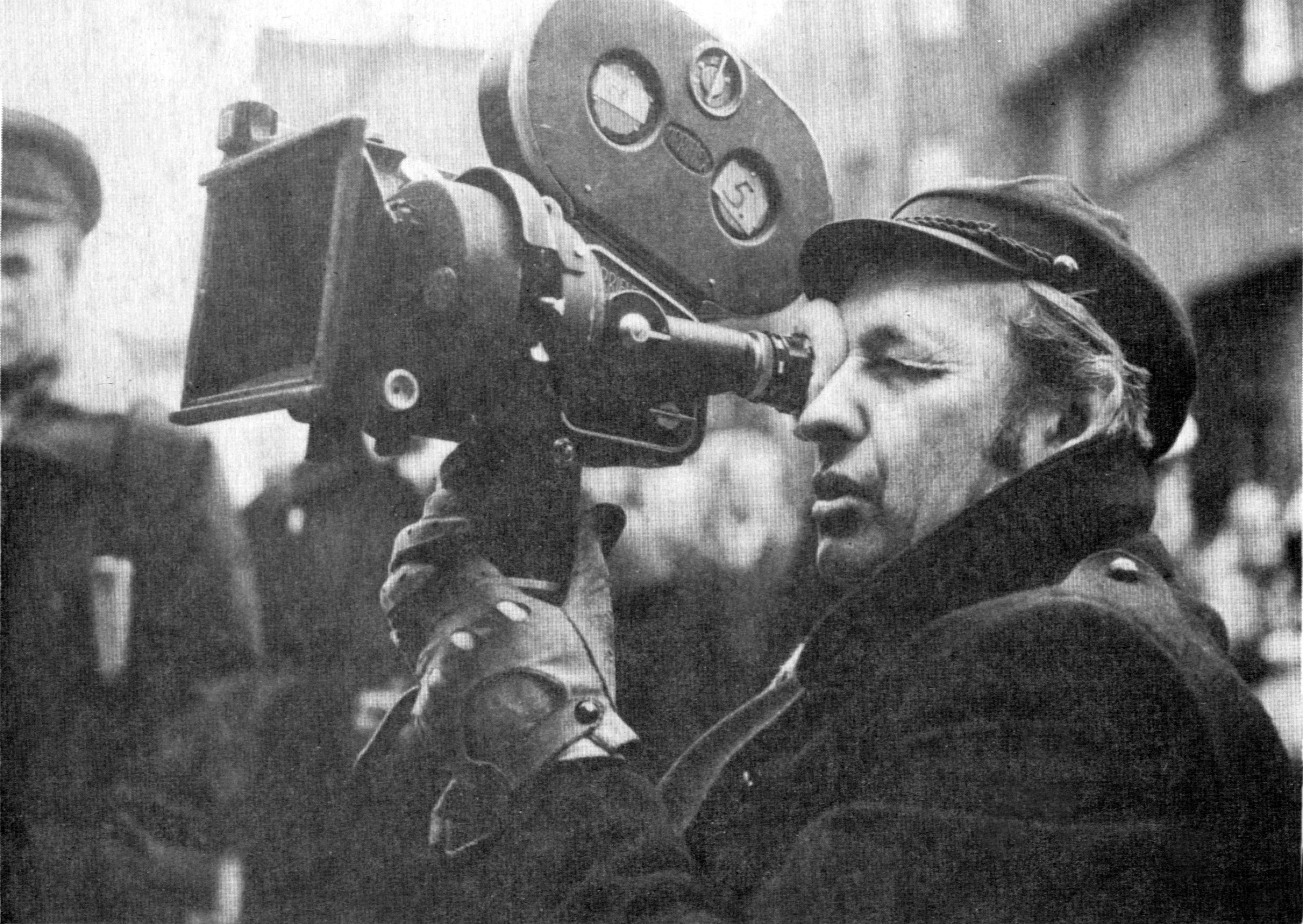
Andrzej Wajda (na zdjęciu) stanowił jedną z czołowych postaci polskiej szkoły filmowej. Reprezentował w jej ramach nurt romantyczny

Śmierć Józefa Stalina spowodowała zatrzymanie procesu ideologizacji polskiego kina i złagodzenie cenzury. Władze komunistyczne zezwoliły reżyserom na zakładanie zespołów filmowych, gwarantujących większą swobodę twórczą. Efektem tego był drastyczny wzrost jakości polskiej sztuki filmowej. Odkłamywaniu uległy dokumenty, które zaczęły przedstawiać ciemne strony panującego systemu, takie jak zły stan zaopatrzenia, krytyczne warunki mieszkaniowe oraz – przede wszystkim – narastające chuligaństwo. Filmem Uwaga, chuligani! (1955) Jerzego Hoffmana i Edwarda Skórzewskiego zapoczątkowano serię dokumentów, określoną mianem „czarnej serii”. Natomiast fabularne dzieła polskie zaczęły zdobywać coraz więcej nagród na międzynarodowych festiwalach. Krytyka określiła ten fenomen mianem polskiej szkoły filmowej. Do tematów szkoły polskiej należały tragiczne wydarzenia II wojny światowej: wojna obronna Polski, okupacja niemiecka, podziemny ruch oporu, powstanie warszawskie czy wyzwolenie ziem polskich przez ZSRR, powiązane z narzuceniem państwu polskiemu systemu totalitarnego.
O polskiej szkole filmowej krytycy zaczęli mówić w przypadku filmu Kanał (1956) Wajdy, ukazującego tragedię powstania warszawskiego. Tu uwypuklił się romantyczny styl reżysera, który otwarcie sympatyzował z żołnierzami Armii Krajowej. Największym dziełem Wajdy epoki szkoły polskiej stał się jednak Popiół i diament (1958), który socrealistyczną w wymowie powieść Jerzego Andrzejewskiego przekształcił w dyskurs na temat tragedii pokolenia okresu wojny .
Romantycznemu stylowi Wajdy przeciwstawiał się Andrzej Munk, który z ironią portretował szaleńczy heroizm w dziełach Eroica (1958) i Zezowate szczęście (1960). Munk zapoczątkował wcześniej rozrachunek z czasami stalinowskimi w Polsce dziełem Człowiek na torze (1956) o zaniku więzi międzyludzkich na przykładzie pracowników kolei doby stalinizmu. Inną wielką osobowością szkoły polskiej był Jerzy Kawalerowicz, znany z filmu wojennego Prawdziwy koniec wielkiej wojny (1958), dramatu społecznego Pociąg (1959) oraz quasi-religijnego filmu psychologicznego Matka Joanna od Aniołów (1961). Polemikę z Wajdą podejmował także Kazimierz Kutz dziełami Krzyż Walecznych (1959) oraz Nikt nie woła (1960) – to ostatnie bezpośrednio polemizowało z Popiołem i diamentem.
Odrębne kino autorskie stworzył Tadeusz Konwicki filmami Ostatni dzień lata (1958) oraz Zaduszki (1961). Ostatni dzień lata, będący improwizacją artystyczną, okazał się najtańszym pełnometrażowym polskim filmem fabularnym w dziejach. Ostatnią znaczącą indywidualnością szkoły polskiej był Wojciech Jerzy Has, znany z filmów Pętla (1957), Pożegnania (1959) oraz Jak być kochaną (1962). Do innych przedstawicieli szkoły polskiej należeli: Stanisław Lenartowicz (pozbawiony dialogów Zimowy zmierzch, 1956), Czesław Petelski (Baza ludzi umarłych, 1958), Stanisław Różewicz (Świadectwo urodzenia, 1961) oraz Jerzy Passendorfer (Zamach, 1959).
Na przełomie lat 50. i 60. XX wieku pojawili się inni twórcy, niepowiązani ze szkołą polską. Wśród nich wyróżnili się Tadeusz Chmielewski (komedia Ewa chce spać, 1959), czy też Janusz Morgenstern (Do widzenia, do jutra, 1960). Zapowiedź odrębnego kina autorskiego znalazła się również w debiucie Romana Polańskiego (Nóż w wodzie, 1962). Krytycznemu spojrzeniu szkoły polskiej na historię kraju przeciwstawiał się Ford w swej historycznej superprodukcji Krzyżacy (1960), podkreślającej odwieczną wrogość polsko-niemiecką.

#### Pokłosie szkoły polskiej, kino historyczne oraz nowe tendencje

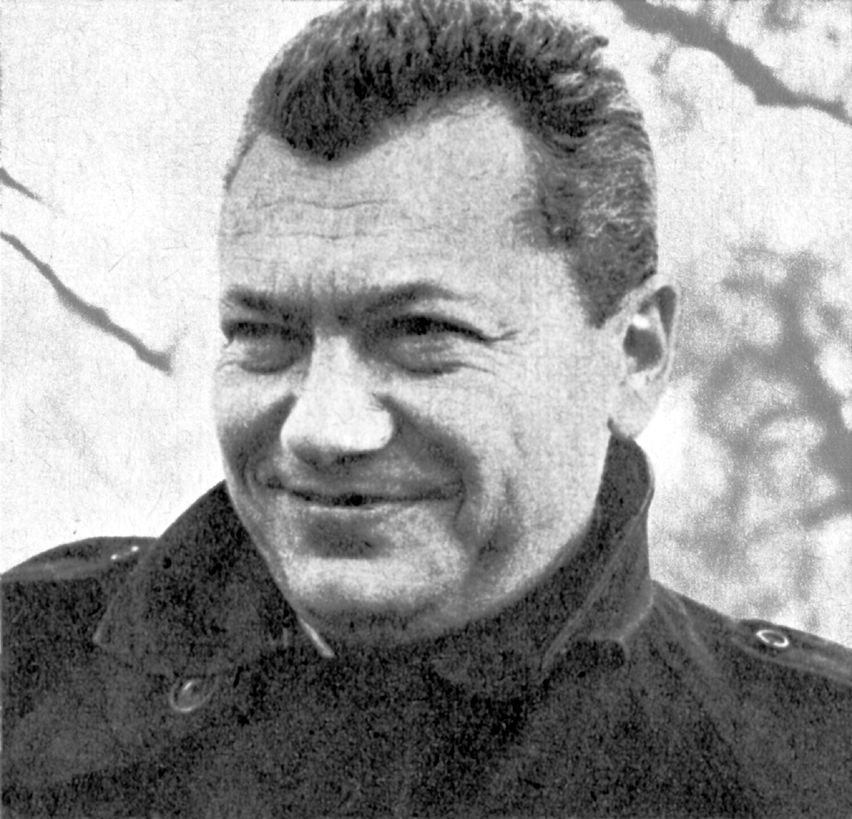
Wojciech Jerzy Has, jeden z reprezentatywnych twórców polskiej szkoły filmowej, rozkwitnął jako twórca w latach 60.

Na początku lat 60. XX wieku Uchwałą Sekretariatu KC PZPR z 1960 roku w sprawie kinematografii doszło do faktycznej likwidacji polskiej szkoły filmowej. Filmy tego nurtu artystycznego jako niezgodne z propagandą partii poddane zostały negatywnej ocenie. Równocześnie ograniczona została wolność twórcza polskich zespołów filmowych, co wespół z wydarzeniami marca 1968 roku spowodowało emigrację licznych twórców polskiego kina, m.in. Bossaka i Forda. Echa szkoły polskiej pobrzmiewały w takich dziełach jak Giuseppe w Warszawie (1964) Lenartowicza, Salto (1965) Konwickiego i Westerplatte (1967) Różewicza. Innym zjawiskiem było naśladownictwo francuskiej Nowej Fali. Do przemian w europejskim kinie odwoływali się Jerzy Skolimowski – kolejny późniejszy emigrant (Rysopis, 1964), Henryk Kluba (Słońce wschodzi raz na dzień, 1967) oraz Witold Leszczyński (Żywot Mateusza, 1968). Bezpośrednią inspirację Nową Falą można zaobserwować także u Wajdy w dziele Wszystko na sprzedaż (1968). W międzyczasie sukcesy odnosiła polska szkoła animacji, zapoczątkowana przez Jana Lenicę, Waleriana Borowczyka i Władysława Nehrebeckiego. Film dokumentalny także przeżywał rozwój dzięki osobom takim jak Kazimierz Karabasz (Muzykanci, 1960) oraz Władysław Ślesicki (Płyną tratwy, 1962).
Na przełomie lat 60. i 70., po sukcesie Krzyżaków, tematykę współczesną przyćmiło kino historyczne i kostiumowe, w tym – oparte na dziełach literackich. W adaptacjach literatury polskiej kładziono nacisk na rozmach inscenizacyjny. Sukcesy w latach 60. XX wieku odniosły takie filmy jak Popioły (1965) Wajdy, Rękopis znaleziony w Saragossie (1965) Hasa, Faraon (1966) Kawalerowicza oraz bardziej konwencjonalny Pan Wołodyjowski (1969) Jerzego Hoffmana. Natomiast w latach 70. XX wieku z uznaniem spotkały się Sanatorium pod Klepsydrą (1973) Hasa, Potop (1974) Hoffmana, Noce i dnie (1975) Jerzego Antczaka oraz Ziemia obiecana (1975) Wajdy. Tradycję kultury śląskiej, rozdartej między narodowościami polską i niemiecką, uwypuklił Kutz w swoim dziele Sól ziemi czarnej (1969). Jeśli odwoływano się do II wojny światowej, to z punktu widzenia żołnierzy Ludowego Wojska Polskiego. Batalistykę o tematykach komunistycznej i nacjonalistycznej kręcili Czesław Petelski wraz z żoną Ewą, Jerzy Passendorfer oraz Bohdan Poręba ze swoim sztandarowym tytułem Hubal (1973).
Od 1969 roku ukształtował się nurt zwany Kinem Młodej Kultury, oparty na hasłach Adama Zagajewskiego o „mówieniu wprost” i ukazywaniu rzeczywistości w pełnej krasie. Czołowym przedstawicielem nurtu był Krzysztof Zanussi ze swoimi dziełami Struktura kryształu (1969) oraz Iluminacja (1972), innowacyjnymi pod względem użycia języka filmowego. W dokumencie z kolei ujawniła się tzw. szkoła krakowska, reprezentowana przez nagradzanych w Krakowie reżyserów takich jak Tomasz Zygadło (Szkoła podstawowa, 1970), Bohdan Kosiński (Na torach, 1971) i Krzysztof Kieślowski (Pierwsza miłość, 1974). Groteską posługiwali się natomiast Marek Piwowski (Rejs, 1970) oraz Andrzej Kondratiuk (Hydrozagadka, 1970). Patologie życia społecznego w PRL-u ukazywał Antoni Krauze (Meta, 1971). Sukcesy odnosili również animatorzy ze Studia Miniatur Filmowych oraz jego filii – krakowskiego Studia Filmów Animowanych. Poza nurtami wyróżnili się reżyserzy komedii Janusz Majewski (komedia Sublokator, 1967) oraz Sylwester Chęciński (popularna komedia Sami swoi, 1967). Osobne kino tworzył awangardowy artysta Andrzej Żuławski (Trzecia część nocy, 1971).

#### Kino moralnego niepokoju

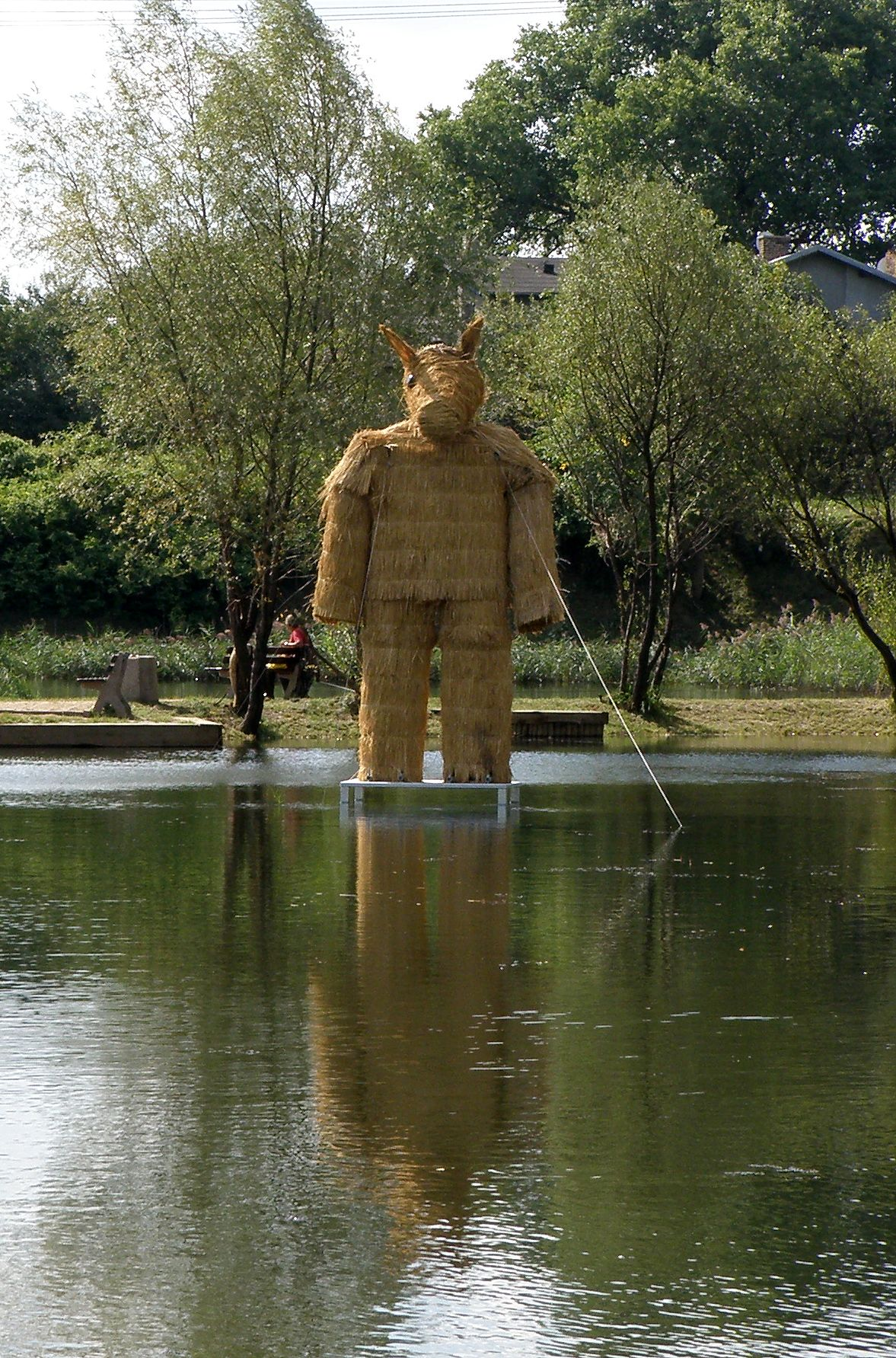
Replika słomianego misia z filmu Miś (1980). Owa kukła była odczytywana przez ówczesnych Polaków jako symbol Wielkiego Brata

Na przełomie lat 70. i 80. XX wieku wyłoniła się grupa młodych artystów, która z niepokojem patrzyła na moralne zepsucie polskiego społeczeństwa, powodowane przez korupcję i nepotyzm wśród społeczności lokalnych. Wątpliwości filmowców budziły także przemiany i wydarzenia lat 70. w Polsce. Narodził się wówczas nurt określany mianem kina moralnego niepokoju. Tematykę nurtu stanowiły różnorodne zagadnienia społeczne takie jak rozpad rodziny wielopokoleniowej, czy też więzi małżeńskiej. Późniejsze filmy nurtu opisywały także walkę idealistów ze skorumpowanymi i cynicznymi przedstawicielami władzy, badały zjawisko oportunizmu czasów PRL-u oraz wyłaniania się opozycji inteligenckiej.
Kinu moralnego niepokoju przewodził Andrzej Wajda swoim dziełem Człowiek z marmuru (1976), rozrachunkiem z systemem stalinowskim w Polsce. Innym głównym twórcą nurtu stał się Zanussi, twórca takich filmów, jak Barwy ochronne (1976), Constans (1980) i Kontrakt (1980). Wśród debiutantów w ramach nurtu umieszczani byli na przykład Krzysztof Kieślowski (Blizna, 1976; Spokój, 1976; Amator, 1979), Janusz Kijowski (Indeks, 1977; Kung-fu, 1979), Feliks Falk (Wodzirej, 1977), Agnieszka Holland (Aktorzy prowincjonalni, 1978) i Barbara Sass (Bez miłości, 1978).
W epoce kina moralnego niepokoju powstały również bardziej bezpośrednie filmy o opresji systemu komunistycznego. Zwykle skazywano je na zakaz rozpowszechniania. Los ten podzieliły między innymi: Przypadek (1981) Kieślowskiego, Kobieta samotna (1981) Holland, Dreszcze (1981) Wojciecha Marczewskiego oraz Wojna światów – następne stulecie (1981) Piotra Szulkina. Do pokłosia kina moralnego niepokoju zalicza się również komedię Miś (1980) Stanisława Barei. Do czasu ogłoszenia stanu wojennego okresowo były pokazywane Gorączka (1980) Holland oraz nagrodzony pierwszą w historii polskiej kinematografii Złotą Palmą w Cannes Człowiek z żelaza (1981) Wajdy.

#### Kino popularne lat 80. XX wieku

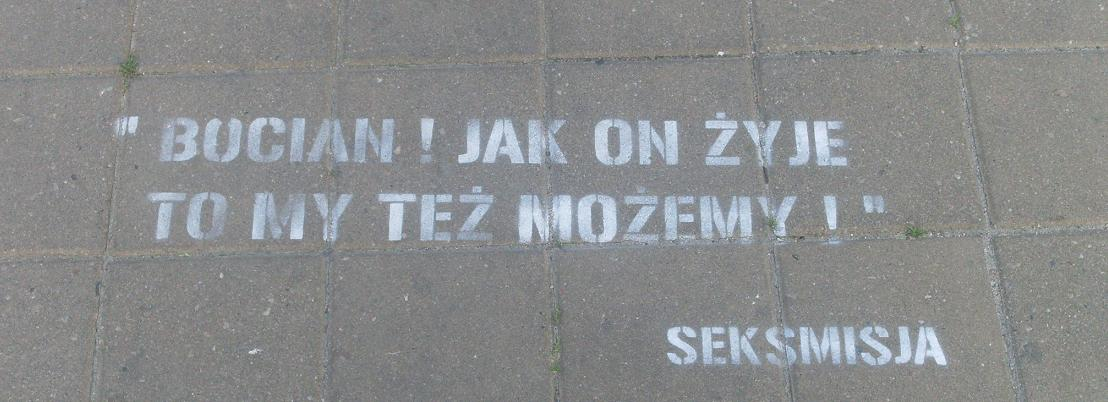
Cytat z filmu Seksmisja (1983). Film Juliusza Machulskiego stał się jednym z najważniejszych filmów kina popularnego lat 80.

Po ogłoszeniu stanu wojennego nastąpiło załamanie polskiej kinematografii. Władze komunistyczne zdusiły odwołania do systemu panującego w Polsce. Zakaz rozpowszechniania otrzymały wówczas między innymi filmy Przesłuchanie (1981) Ryszarda Bugajskiego oraz Matka Królów (1982) Janusza Zaorskiego. Część twórców wyemigrowała (między innymi Holland), część zaś musiała pomijać wątki polityczne, odwołując się do polskiej obyczajowości. Sukcesy odnosiły między innymi Krzyk (1982) Sass, Kartka z podróży (1984) Waldemara Dzikiego, Yesterday (1984) Radosława Piwowarskiego. Sławę zdobyli też tacy twórcy jak Andrzej Kondratiuk (Gwiezdny pył, 1982), Andrzej Barański (Kobieta z prowincji, 1984), Marek Koterski (Dom wariatów, 1984), czy też Leszek Wosiewicz (Kornblumenblau, 1988). Powstało również kilka udanych adaptacji dzieł literackich, między innymi Dolina Issy (1982) Konwickiego oraz Austeria (1983) Kawalerowicza.
Głównym nurtem w kinematografii polskiej było jednak tzw. kino popularne. Zapoczątkował je Juliusz Machulski komediami Vabank (1981) oraz Seksmisja (1983). Właśnie satyryczne filmy komediowe różnych twórców (między innymi Romana Załuskiego) przeżywały szczególną popularność. W kinie popularnym promowano nagość, seksualność oraz swobodę obyczajową. Powstawały też filmy naśladujące konwencje hollywoodzkie, takie jak Wielki Szu (1983) Chęcińskiego czy Zabij mnie, glino (1988) Jacka Bromskiego. System komunistyczny próbowali krytykować między innymi Wiesław Saniewski (Nadzór, 1983), Waldemar Krzystek (Ostatni prom, 1989) oraz Maciej Dejczer (300 mil do nieba, 1989).
Pod koniec lat 80. XX wieku rozpoczęło się w Polsce łagodzenie cenzury. W 1987 roku uchwalona została Ustawa o kinematografii, na mocy której powołano Komitet Kinematografii, odpowiedzialny za dystrybucję filmów. Państwo straciło niepodzielną kontrolę nad produkcją i dystrybucją filmów. Międzynarodową sławę w międzyczasie zdobył Kieślowski odżegnującym się od rodzimych realiów cyklem Dekalog (1988–1989), szczególnie powstałymi w jego ramach filmami Krótki film o miłości (1988) i Krótki film o zabijaniu (1988).

### III Rzeczpospolita

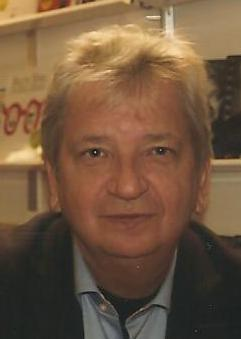
Juliusz Machulski (na zdjęciu) stanowił jedną z czołowych postaci kina popularnego w Polsce

#### Kino przełomu wieków (1989–2005)
Transformacja ustrojowa w Polsce spowodowała zniesienie cenzury i dalszą decentralizację produkcji filmowej. W 1990 roku zlikwidowano Centralę Rozpowszechniania Filmów, a dawne zespoły filmowe zaczęły przekształcać się w studia filmowe. Kinematografia w Polsce przeżyła kryzys. Załamaniu uległa frekwencja w kinach, a do kraju masowo trafiały produkcje ze Stanów Zjednoczonych. Na początku lat 90. nie istniał również zawód producencki. Państwo w celu powstrzymania napływu obcych filmów do kin zmieniło zasady przyznawania dotacji: co najwyżej 40% kosztów danej produkcji pokrywali producenci, resztę w dużej mierze finansowały telewizje, a najmniej – zagranica.
Tuż po upadku systemu komunistycznego w Polsce pojawiły się filmy rozrachunkowe skierowane przeciwko minionej epoce PRL-u. Wielką popularność zdobył skierowany przeciwko cenzurze film Ucieczka z kina „Wolność” (1990) Marczewskiego. O traumie pojedynczego człowieka wychowanego w czasach PRL-u opowiedział Grzegorz Królikiewicz dziełem Przypadek Pekosińskiego (1993). Kutz z kolei demaskował czasy stalinizmu oraz stanu wojennego dziełami Zawrócony (1994), Śmierć jak kromka chleba (1994) i Pułkownik Kwiatkowski (1995). W krzywym zwierciadle okres stalinizmu przedstawił Zanussi filmem Cwał (1995). Powstawały też filmy pomijające tematy polityczne. Kieślowski w koprodukcji stworzył wielokrotnie nagradzaną trylogię Trzy kolory (1993–1994). Arkadyjski obraz prowincji polskiej ukazywali tacy reżyserzy jak Barański (Nad rzeką, której nie ma), Andrzej Kondratiuk (Wrzeciono czasu, 1995) i Jan Jakub Kolski (Jańcio Wodnik, 1994). Sukcesy odnosili również Robert Gliński (Wszystko co najważniejsze..., 1992), Dorota Kędzierzawska (Wrony, 1994), Jerzy Stuhr (Historie miłosne, 1997) i Lech Majewski (Wojaczek, 1999).

Główny wpływ na odbudowę kondycji polskiej kinematografii miał sukces kina rozrywkowego. Polską rzeczywistość komentowały takie filmy jak Kroll (1991) i Psy (1992) Władysława Pasikowskiego, Uprowadzenie Agaty (1993) Piwowskiego, Sara (1996) Macieja Ślesickiego i Dług (1999) Krzysztofa Krauzego, Sztos (1997) oraz Chłopaki nie płaczą (1999) Olafa Lubaszenki . Wpisywały się one w zjawisko nurtu bandyckiego, który snuł ponurą wizję nowej Polski targanej przestępczością i szerzącą się korupcją. Nurt bandycki (z wyjątkiem Długu) epatował mizoginią i przerysowanym modelem męskości, opartym na wzorcach amerykańskiej kinematografii lat 80. XX wieku . Filmy komercyjne niejako odbudowały kondycję polskiego kina; w 1999 roku roczna liczba widzów wzrosła z 10 milionów (na początku transformacji) do 27 milionów. 

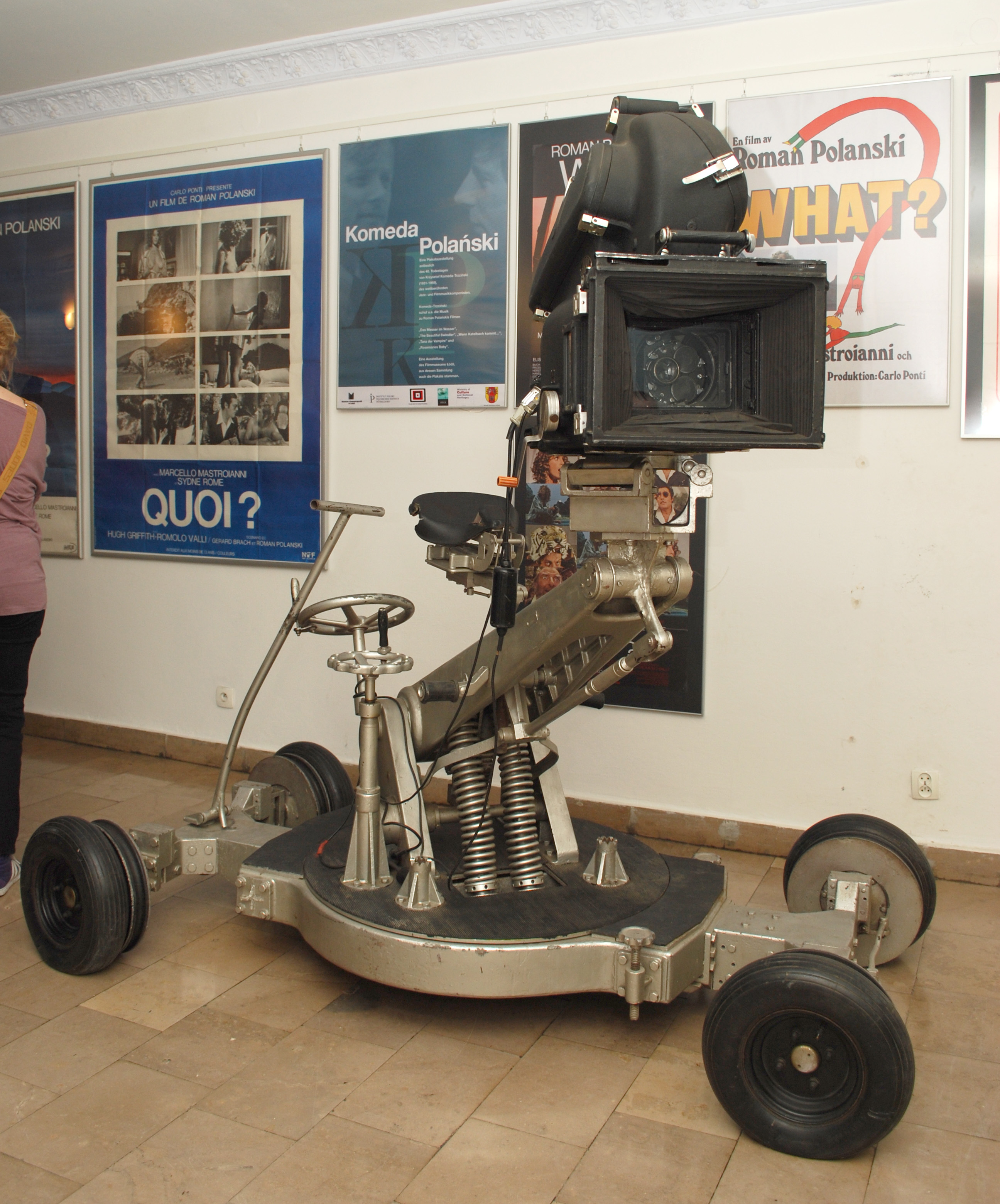
Kamera użyta przy kręceniu Ogniem i mieczem (1999)

Przełom XX i XXI wieku w polskiej kinematografii rozpoczął się od ekranizacji klasyki literatury polskiej. Wśród takich adaptacji znajdowały się Pan Tadeusz (1999) oraz Zemsta (2002) Wajdy, Ogniem i mieczem (1999) Hoffmana oraz Quo vadis (2001) Kawalerowicza. W opozycji do tego zjawiska stanęli przedstawiciele kina społecznego, na przykład Andrzej Jakimowski (Zmruż oczy, 2002), Piotr Trzaskalski (Edi, 2002), Ryszard Brylski (Żurek, 2003), Falk (Komornik, 2004) i Krauze (Plac Zbawiciela, 2005). Szczyt popularności wówczas zdobył również Koterski (groteska Dzień świra, 2002). Międzynarodowe uznanie, utwierdzone otrzymaniem Złotej Palmy, zyskał Polański koprodukcją Pianista (2002) o latach wojennej okupacji niemieckiej i prześladowaniach Żydów.

#### Kino po reformie kinematografii (od 2005)
W 2005 roku na mocy nowej ustawy o kinematografii, w miejsce dotychczasowego Komitetu Kinematografii, powołano Polski Instytut Sztuki Filmowej. Jego zadaniem było wspomaganie finansowe produkcji filmów o wysokiej wartości artystycznej. Konsekwencjami tej decyzji były: dalszy wzrost frekwencji w polskich kinach oraz liczby koprodukcji międzynarodowych, a także szerzenie edukacji filmowej w szkołach.
Po ustawie o kinematografii na sile przybrała fala filmów kultywujących martyrologiczną twórczość i przywracających pamięć o rządach komunistycznych. Należały do nich takie utwory jak, Katyń (2007) Wajdy, Generał Nil (2009) Bugajskiego oraz Czarny Czwartek. Janek Wiśniewski padł (2010) Antoniego Krauze. W formie bliższej kinu gatunkowemu czasy zimnej wojny przedstawiały utwory takie, jak Rewers (2008) Borysa Lankosza, 80 milionów (2011) Waldemara Krzystka oraz Jack Strong (2014) Pasikowskiego. Natomiast sezon 2013/2014, przypadający na 70. rocznicę powstania warszawskiego, zaowocował zjawiskiem zwanym nowym kinem powstańczym. Polegało ono na popularyzacji pamięci o powstaniu w bardziej widowiskowej formie, jak na przykład w filmie Miasto '44 (2014) Jana Komasy. Jednoznaczna retoryka filmów powstańczych była kwestionowana z kolei w filmie Obława (2012) Marcina Krzyształowicza, który problematyzował postawy partyzantów wobec okupacji. Osobnym zjawiskiem była twórczość Wojciecha Smarzowskiego, który zaskarbił sobie popularność wśród widzów drastycznymi widowiskami pokroju Domu złego (2008), Róży (2011) oraz Wołynia (2016). Szczególne uznanie za granicą zdobyły filmy podejmujące niezaleczoną kwestię stosunków polsko-żydowskich; W ciemności (2011) Agnieszki Holland oraz Ida (2013) Pawła Pawlikowskiego zostały nominowane do Oscara dla filmu zagranicznego, jednak to ten drugi film zdobył statuetkę.
Polski Instytut Sztuki Filmowej hojnie wspierał również kino artystyczne. Tematyką społeczną z punktu widzenia osób wykluczonych cechowały się Wszystko będzie dobrze (2007) Tomasza Wiszniewskiego tudzież Dzień kobiet (2008) Marii Sadowskiej, a negatywne skutki transformacji ustrojowej ukazywały takie filmy, jak Made in Poland (2011) Przemysława Wojcieszka oraz Jesteś Bogiem (2012) Leszka Dawida. Uznanie zdobywali nowi autorzy – Andrzej Jakimowski (Sztuczki, 2007; Imagine, 2012), Małgorzata Szumowska (33 sceny z życia, 2008; Body/Ciało, 2014), Lech Majewski (Młyn i krzyż, 2011). Innym fenomenem okazało się zjawisko komedii, które przetwarzały rzeczywistość Polski w duchu postnostalgii, takich jak Wojna polsko-ruska (2008) Xawerego Żuławskiego, musical Disco polo (2015) Macieja Bochniaka oraz Córki dancingu (2015) Agnieszki Smoczyńskiej  . Jeszcze innym zaś: obecność nagradzanych na międzynarodowych festiwalach filmów krytycznie oceniających stan wiary katolickiej w Polsce – na poziomach jednostkowym i instytucjonalnym; do przykładów takich filmów należą W imię... (2013) Szumowskiej, Kler (2018) Smarzowskiego oraz nominowane do Oscara Boże Ciało (2019) Komasy. Polscy filmowcy poruszali też problem kryzysu migracyjnego w Europie oraz nienawiści części środowisk do obcokrajowców w Polsce (Chleb i sól, 2022, Damiana Kocura; Zielona granica, 2023, Holland). Ewenementem mieszczącym się w ramach kina osobnego był bezprecedensowy sukces festiwalowy pełnometrażowego filmu animowanego Zabij to i wyjedź z tego miasta (2020) Mariusza Wilczyńskiego . Do kinematografii polskiej wrócił Jerzy Skolimowski (Cztery noce z Anną, 2008; Essential Killing, 2010), który przyniósł polskiej kinematografii kolejną nominację do Oscara za IO (2022), przyjmujący całościowo perspektywę osiołka nękanego i wykorzystywanego przez ludzi .
9 listopada 2018 roku Sejm VIII kadencji uchwalił ustawę o finansowym wspieraniu produkcji audiowizualnej, która weszła w życie 11 lutego 2019 roku. Wprowadzała ona mechanizm zachęt finansowych do produkcji filmów i seriali, które „promują polski lub europejski dorobek kulturowy”. Na mocy ustawy zamknięciu uległy również powstałe po 1989 roku studia filmowe takie jak „Tor”, które docelowo miały zostać połączone w scentralizowaną instytucję zajmującą się produkcją filmową. Po wejściu w życie ustawy ponownie główną wytwórnią produkcyjną stała się Wytwórnia Filmów Dokumentalnych i Fabularnych, która finansowała przede wszystkim produkcje widowisk o charakterze narodowo-historycznym, takich jak Orlęta. Grodno ’39 (2022) Krzysztofa Łukaszewicza, Orzeł. Ostatni patrol (2022) Jacka Bławuta oraz Filip (2022) Michała Kwiecińskiego.

## Proces produkcyjny oraz dystrybucja kinowa
Produkcja filmowa w Polsce odbywa się w studiach filmowych, które otrzymują dotacje od prywatnych przedsiębiorców i instytucji państwowych (Telewizja Polska oraz Polski Instytut Sztuki Filmowej). Filmy kręcone są zarówno w atelier, jak i w plenerach. Kinematografia w Polsce jest nastawiona przede wszystkim na obieg festiwalowo-studyjny. Dystrybucja filmów odbywa się zarówno w kinach miejscowych, jak i studyjnych (Sieć Kin Studyjnych i Lokalnych, od 1959) oraz multipleksach (np. Multikino, od 1995). Tradycję istniejącą od zarania kina stanowią także kina objazdowe. Największą liczbę widzów w latach 1990–2009 w Polsce gromadziły filmy amerykańskie oraz polskie, a w dwudziestce filmów z największą frekwencją nie znalazły się dzieła zagraniczne powstałe bez ingerencji Hollywood. Od 2007 roku trwa także proces cyfryzacji polskich filmów oraz kin – w 2013 roku istniało co najmniej 138 kin cyfrowych.
Przed II wojną światową przemysł filmowy, narodzony wraz z powstaniem wytwórni Sfinks, nie był stabilny. Brakowało wielkich koncernów filmowych, a branżę cechowały rozproszenie produkcji i jej niska wydajność (w latach 1919–1939 146 spółek wyprodukowało 321 filmów, czyli przeciętnie 2–3 na każde studio). Wówczas większą rolę od reżyserów odgrywali producenci. Kręcenie przeciętnego filmu trwało niemal miesiąc. Ówczesne obrazy realizowano głównie w dekoracjach znajdujących się w halach filmowych, taśmę filmową wykupując od kompanii Eastman Kodak. Od 1930 roku standardem stał się film dźwiękowy. Po wyniszczającej dla kinematografii II wojnie światowej branża filmowa przeszła stopniową odbudowę. Początkowo cechowała ją bardzo niska wydajność pracy: mimo powstania atelier w 1948 roku wyprodukowano jedynie dwa filmy pełnometrażowe. Dopiero po wprowadzeniu zespołów filmowych oraz decentralizacji produkcji filmy polskie stały się tańsze w produkcji – nad jednym filmem w 1958 roku pracowało 71 osób, podczas gdy trzy lata wcześniej – 216. Wynikiem tego była długotrwała hossa polskiej branży filmowej. Załamała się ona w 1980 roku, jednak w latach 80. branża polska jak na swoje warunki była płodna – w szczytowym okresie w 1984 roku wyprodukowano 35 filmów pełnometrażowych, natomiast w 1985 roku – 40. Od lat 90. kinematografia polska przeżyła restrukturyzację, pojawiły się też nowe formy dystrybucji filmowej – od kaset wideo, przez płyty CD i DVD aż po internetowe formy udostępniania. Produkcja filmowa w latach 2000–2010 wzrosła z 25 do 35 filmów.

### Cenzura
W okresie rządów partii komunistycznej w Polsce państwo instytucjonalnie ograniczało wolność wypowiedzi filmowej. Dowodem tego było utworzenie w 1944 roku Głównego Urzędu Kontroli Prasy, Publikacji i Widowisk. Ówczesna cenzura uniemożliwiała artystom wyrażanie swoich opinii na temat ówczesnych wydarzeń w Polskiej Rzeczypospolitej Ludowej. Filmy niezgodne z obowiązującymi poglądami partii komunistycznej PZPR otrzymywały zakaz rozpowszechniania, zyskując potoczną nazwę „półkowników”. Peerelowska cenzura wstrzymała emisję i rozpowszechnianie wielu polskich filmów, a nawet zakazywała publikacji jakichkolwiek informacji o nich. Niektóre filmy były tak długo wstrzymywane przez cenzurę, że zostały zapomniane i uchodziły za zaginione, na przykład Kwiat paproci (1972) w reżyserii Jacka Butrymowicza, który swoją premierę miał 29 maja 2009 roku (37 lat po powstaniu).
W zaleceniach dla cenzorów z 1975 roku Główny Urząd Kontroli Prasy, Publikacji i Widowisk wymienia kilkanaście „półkowników”, między innymi Długą noc (1967) Janusza Nasfetera, Zasieki (1973) Andrzeja Jerzego Piotrowskiego, Diabeł (1972) Andrzeja Żuławskiego, Ręce do góry (1967) Jerzego Skolimowskiego, Przeprowadzka (1972) Jerzego Gruzy, Pełnia nad głowami (1974) Andrzeja Czekalskiego i innych. Tomasz Strzyżewski w swojej książce o cenzurze w PRL cytuje oficjalny tajny dokument urzędu kontroli, podając zakres ingerencji cenzorskich wraz z listą zakazanych filmów: „Nie należy zwalniać żadnych materiałów (informacji, omówień, recenzji, reportaży, postulatów wprowadzenia na nasze ekrany itp.)”.
Na początku lat 80. XX wieku twórcy zaczęli jednak masowo opierać się cenzurze, ukazując patologiczny charakter systemu komunistycznego. Przełom nastąpił po transformacji ustrojowej roku 1989, kiedy faktycznie zniesiono cenzurę państwową. Obecnie w Polsce nie istnieje prawnie usankcjonowana cenzura filmów wyświetlanych w kinach. Możliwości twórcze filmowców są ograniczane przede wszystkim przez budżety filmów oraz naciski producentów, różnego rodzaju lobbies lub środowisk religijnych. Za przykład mogą posłużyć dwa filmy dokumentalne Witajcie w życiu (1997) Henryka Dederki oraz Necrobusiness (2008) Fredrika von Krusenstjerna i Richarda Solarza, oba wstrzymane w wyniku procesów sądowych wytoczonych przez koła biznesowe przedstawione w tych filmach.

## Popularyzacja sztuki filmowej

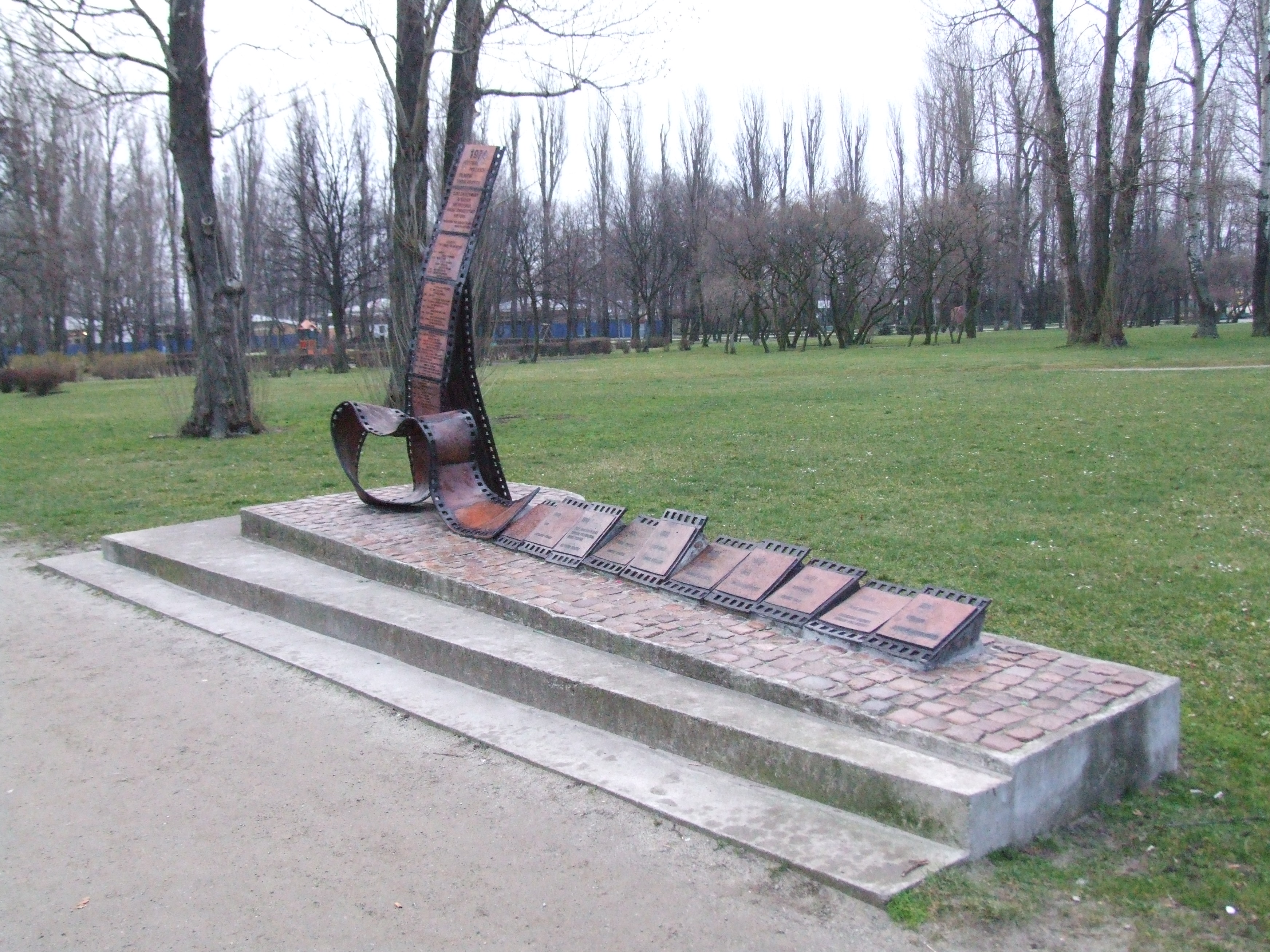
Pomnik Festiwalu Polskich Filmów Fabularnych, Gdynia

W Polsce istnieją liczne festiwale promujące sztukę filmową, między innymi: Festiwal Polskich Filmów Fabularnych, Nowe Horyzonty, Camerimage, Krakowski Festiwal Filmowy, Warszawski Międzynarodowy Festiwal Filmowy, a także corocznie organizowana jest uroczystość rozdania Polskich Nagród Filmowych. Kinematografia znajduje się wśród form sztuki wspieranych przez państwo. Wśród instytucji wspierających działalność kinematografii w Polsce znajdują się Ministerstwo Kultury i Dziedzictwa Narodowego, Stowarzyszenie Filmowców Polskich, Filmoteka Narodowa oraz Krajowa Izba Producentów Audiowizualnych. Od 1963 roku Telewizja Polska, będąca także emitentem filmów polskich, produkuje serię form filmowych o charakterze spektakli teatralnych pod nazwą Teatr Telewizji.

### Szkolnictwo i edukacja filmowa

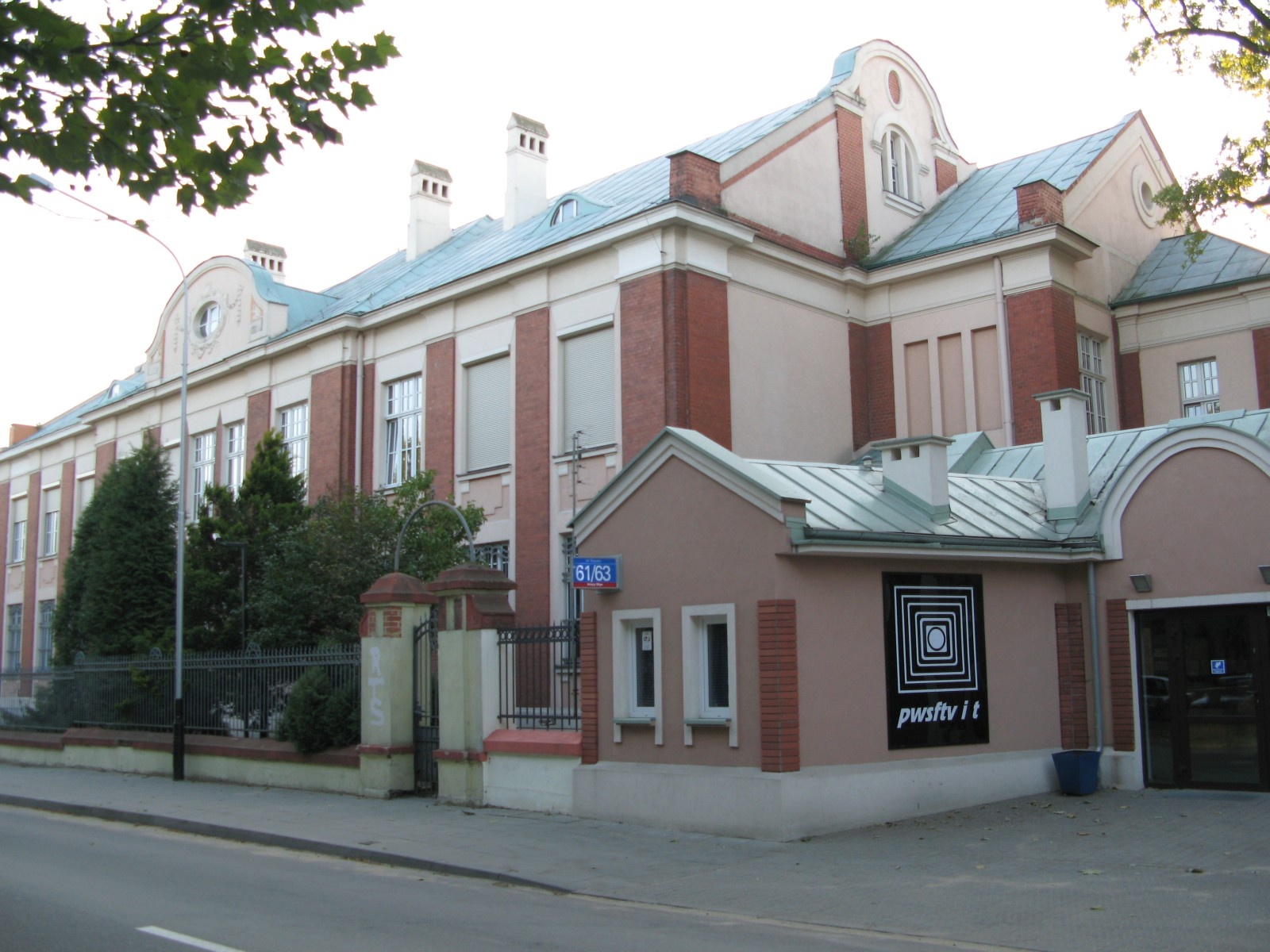
Budynek Państwowej Wyższej Szkoły Filmowej, Telewizyjnej i Teatralnej w Łodzi

Kształcenie reżyserów, operatorów, montażystów oraz innych osób pretendujących do zawodu filmowego odbywa się w Państwowej Wyższej Szkole Filmowej, Telewizyjnej i Teatralnej (instytucji publicznej), Wydziale Radia i Telewizji Uniwersytetu Śląskiego w Katowicach, Szkole Wajdy, AMA Film Academy oraz Warszawskiej Szkole Filmowej (instytucjach prywatnych). Istnieją także inne prywatne placówki edukujące w zakresie sztuki filmowej, umiejscowione w Warszawie, Krakowie, Łodzi, Gdyni oraz we Wrocławiu. W zakresie filmoznawstwa edukację na poziomie wyższym prowadzą Uniwersytet Gdański (kierunek o charakterze praktycznym), Uniwersytet Śląski, Uniwersytet Jagielloński, Uniwersytet Łódzki oraz Uniwersytet im. Adama Mickiewicza w Poznaniu. Szkoły ponadpodstawowe mają do dyspozycji zestawy 55 polskich filmów fabularnych, w ramach programu Filmoteka Szkolna. Ponadto dla popularyzacji sztuki filmowej w szkołach ponadgimnazjalnych od 1989 roku organizowany jest Ogólnopolski Konkurs Wiedzy o Filmie. Od 1986 roku istnieje w Łodzi Muzeum Kinematografii, zajmujące się upowszechnianiem wiedzy o sztuce filmowej . W 2023 roku, również w Łodzi, otwarto Narodowe Centrum Kultury Filmowej, prezentujące obszerną wystawę Kino Polonia, która w wyczerpujący sposób prezentuje dokonania polskiej kinematografii od początku XX wieku do współczesności.

### Krytyka filmowa

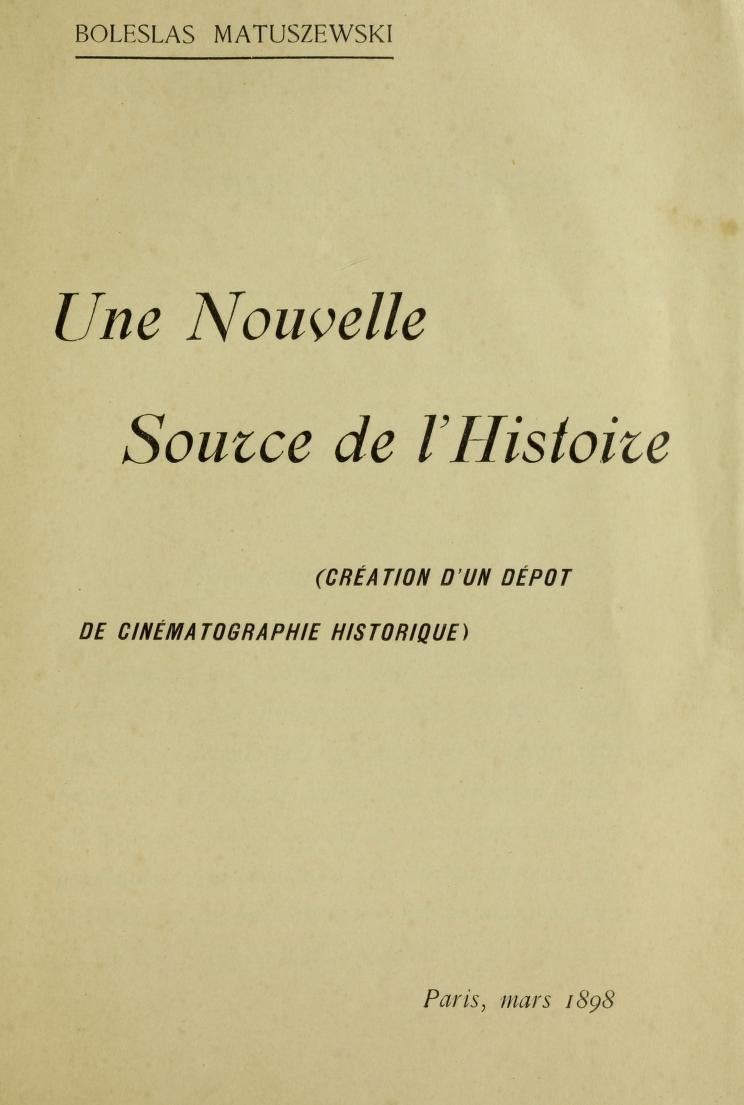
Pionierska publikacja Matuszewskiego pt. Nowe źródło historii z 1898 roku traktująca o dokumentacyjnej funkcji filmu

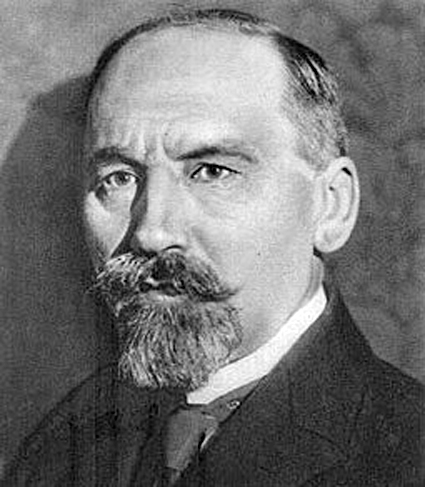
Karol Irzykowski, pionier polskiej myśli filmowej

Pierwszym polskim teoretykiem sztuki filmowej, który jednocześnie był pionierem w tej dziedzinie na świecie, był Bolesław Matuszewski. Opublikował on w 1898 w Paryżu dwie broszury: Une nouvelle source de l’histoire (Nowe źródło historii) i  La photographie animée, ce qu’elle est, ce qu’elle doit être (Ożywiona fotografia, czym jest, czym być powinna). Obie opisywały dokumentacyjną rolę filmu i uznawane są przez historyków za pierwsze w historii manifesty filmowe.
Polska kinematografia, tak jak w innych państwach, początkowo nie miała zapewnionej odrębności od innych dziedzin sztuki. Dyskusję na temat traktowania kina jako nowego sposobu wyrażania wartości artystycznych wszczął Karol Irzykowski w swej pracy Dziesiąta muza (1924). Rozważania nad kinem jako dziedziną artystyczną wprowadziła do dyskusji akademickiej historyk sztuki Stefania Zahorska. W 1929 roku powstało Stowarzyszenie Miłośników Filmu Artystycznego „Start” pod kierownictwem Eugeniusza Cękalskiego, Wandy Jakubowskiej i Jerzego Toeplitza, kładące podstawy pod krytyczne spojrzenie na film. Od lat 40. zaczął się rozwój krytyki filmowej oraz teorii filmu, początkowo za sprawą twórczości Jerzego Toeplitza, Romana Ingardena i Krzysztofa Teoplitza. Historia filmu jako nauka została zapoczątkowana między innymi przez Władysława Jewsiewickiego, Jerzego Toeplitza oraz Jerzego Płażewskiego. Krytykę filmową wespół z teorią filmu rozwinęły takie osobowości jak Krzysztof Teodor Toeplitz, Zygmunt Kałużyński, Bolesław Michałek, Aleksander Jackiewicz oraz Alicja Helman. Zjawiska zachodzące w kinematografii opisują takie czasopisma jak „Film”, „Film na Świecie”, „Kino”, „Kwartalnik Filmowy”.

### Promocja kina polskiego za granicą
Kinematografia polska, pomimo oficjalnego wsparcia ze strony państwa, ma problemy z dotarciem do publiczności zagranicznej. Według raportu TOMO Group sporządzonego w 2013 roku tradycyjna dystrybucja polskich filmów poza krajem produkcji ma charakter ograniczony. W kinach wyświetlane są one najczęściej w ramach zagranicznych festiwali, pokazów specjalnych oraz seansów organizowanych dla środowisk polonijnych.
Jakkolwiek istnieje kilkadziesiąt corocznych festiwali zagranicznych poświęconych kinu polskiemu (lista powyżej), najgłośniej komentowana w mediach była seria pokazów specjalnych zorganizowanych przez amerykańskiego reżysera Martina Scorsese pod nazwą Martin Scorsese Presents: Masterpieces of Polish Cinema. Prezentacja 21 polskich filmów wyselekcjonowanych przez Scorsese i poddanych rekonstrukcji cyfrowej rozpoczęła się od pokazu w Nowym Jorku w dniach 5–7 lutego 2014. Pokazy odbyły się łącznie w 30 miastach w Stanach Zjednoczonych i Kanadzie.